# 龍雀
龍雀，中國十六國時期的冷兵器，根據《晉書》記載，此為夏武烈帝赫連勃勃所造百練剛刀，為龍雀大環，號曰「大夏龍雀」，銘其背曰：「古之利器，吳、楚湛盧。大夏龍雀，名冠神都。可以懷遠，可以柔逋。如風靡草，威服九區。」世甚珍之。
而《古今刀劍錄》記載赫連勃勃龍升二年(408年)造五口刀，背刃有龍雀環，兼金鏤作一龍形，長三尺九寸，後來宋武帝劉裕破長安，得此刀，後入於梁。
《水經注》也有紀錄，赫連龍升七年(413年)，于是水之北，黑水之南，遣將作大匠梁公叱干阿利改築大城，名曰統萬城。蒸土加功。雉堞雖久，崇墉若新，並造五兵，器銳精利，乃咸百煉，爲龍雀大鐶，號曰大夏龍雀。銘其背曰：「古之利器，吳、楚湛盧，大夏龍雀，名冠神都，可以懷遠，可以柔逋，如風靡草，威服九區。」世甚珍之。

## 詩詞
北宋诗人苏轼有一首五言古詩《以双刀遗子由子由有诗次其韵》提及龍雀。
宝刀匣不见，但见龙雀环。

何曾斩蛟蛇，亦未切琅玕。

胡为穿窬辈，见之要领寒。

吾刀不汝问，有愧在其肝。

念此力自藏，包之虎皮斑。

湛然如古井，终岁不复澜。

不忧无所用，忧在用者难。

佩之非其人，匣中自长叹。

我老众所易，屡遭非意干。

惟有王玄通，阶庭秀芝兰。

知子后必大，故择刀所便。

屠狗非不用，一岁六七刓。

欲试百炼刚，要须更泥蟠。

作诗铭其背，以待知者看。

## 史料
- 《晉書》
- 《古今刀劍錄》
- 《水經注》